# (2590) Mourão
(2590) Mourão – planetoida z pasa głównego asteroid okrążająca Słońce w ciągu 3 lat i 214 dni w średniej odległości 2,34 j.a. Została odkryta 22 maja 1980 roku w Obserwatorium La Silla przez Henriego Debehogne. Nazwa planetoidy pochodzi od Ronaldo Rogério de Freitasa Mourão (ur. 1935), brazylijskiego astronoma. Przed nadaniem nazwy planetoida nosiła oznaczenie tymczasowe (2590) 1980 KJ.